# Улица Фуада Миџића
Улица Фуада Миџића (сада улица Асима Ферхатовића) је улица у сарајевском кварту Кошево, позната по томе што је у њој основана рок група „Забрањено пушење“. Готово сви чланови првобитне поставе ове групе су живјели у овој улици. Касније је ова улица опјевана у неким њиховим пјесмама.
Улица је добила име по Фуаду Миџићу инжињеру и народном хероју НОБ, који је свој живот изгубио у завршним борбама за ослобођење Сарајева у Другом свјетском рату, приликом одбране Градске вијећнице.